# Eucyclopera flaviceps
Eucyclopera flaviceps är en fjärilsart som beskrevs av Hermann Burmeister 1878. Eucyclopera flaviceps ingår i släktet Eucyclopera och familjen björnspinnare. Inga underarter finns listade i Catalogue of Life.